# Erazem Lorbek
Erazem Lorbek (Ljubljana, 21 de febrer de 1984) és un jugador de bàsquet eslovè que juga a la posició de pivot.

## Carrera professional
Lorbek es formà als equips inferiors de l'Olimpia Ljubljana, el millor club de bàsquet de la seva ciutat natal i de tota la lliga eslovena, i formà part de l'equip dels Spartans de la universitat de Michigan State, als EUA, la temporada 2002-2003, amb una mitjana de 6,4 punts i 3,3 rebots per partit.
La temporada següent decidí tornar a Europa, fitxant per la Fortitudo de Bolonya de la lliga italiana, on jugà les temporades 2003 a 2006.
Fou guardonat amb el premi al millor jugador emergent (Rising Star Award) de l'Eurolliga 2004-05. Aquella mateixa temporada va ser escollit per Indiana Pacers en el lloc 46 de la segona ronda del draft de l'NBA. No obstant això, va continuar la seva carrera esportiva a Europa.
Començà la temporada 2006-2007 a l'Unicaja de Màlaga, on no va assolir els objectius fixats i decidí retornar a la lliga italiana, passant per la Benetton de Treviso i fitxant la temporada següent per la Lottomatica de Roma. A l'equip romà es consolidà com un dels millors pivots de l'Eurolliga, fet que el portà a fitxar, l'any 2008, pel vigent campió d'Europa, el CSKA de Moscou. A la seva única temporada al club rus, assolí la final de l'Eurolliga 2008-2009 i fou seleccionat pel segon millor equip de la competició.
El 18 d'agost de 2009 signa un contracte per tres temporades amb el FC Barcelona, amb una clàusula que li permetria fitxar per un equip de l'NBA al terme de la segona temporada.
Obtingué el Premi a l'MVP de la final de l'ACB de la temporada 2011-2012 de l'ACB.
El 27 d'agost de 2014 es va fer pública la seva desvinculació contractual amb el FC Barcelona, després de patir una lesió greu el feia perdre's el Campionat mundial de bàsquet de 2014 i que posava en perill la seva carrera.
Després d'aquesta lesió, Lorbek  es va apartar de les pistes per centrar-se en la seva recuperació. Tot i això, el procés de rehabilitació va ser llarg i no va tornar a competir oficialment a alt nivell. El 2016 va intentar un retorn a la competició participant en la lliga d'estiu de Las Vegas amb els San Antonio Spurs, però no va tenir continuïtat en la seva carrera esportiva professional. Després d’aquest intent, Lorbek ja no va tornar a competir en l'elit del bàsquet.
Era conegut com el pianista de Ljubljana, ja que tenia la carrera de piano.

## Equip nacional eslovè
Lorbek és jugador de la selecció nacional d'Eslovènia, amb qui ha jugat els campionats d'Europa de seleccions els anys 2005 i 2007.

## Palmarès

### FC Barcelona
- 3 Lligues ACB: 2013-2014 Lliga ACB[6]
- 3 Supercopes ACB
- 3 Copes ACB
- 1 Eurolliga de bàsquet: 2009-10